# Klitorisadhäsion
Klitorisadhäsion, Klitorisvorhautadhäsion, Klitorisphimose, entzündete oder verdeckte Klitoris sind medizinische Bezeichnungen für eine Verklebung der Klitoriseichel (Glans clitoridis) mit dem sie umgebenden Gewebe.

## Entstehung
Die Klitorisvorhaut sondert eine Gleitflüssigkeit ab, damit sie problemlos über die Eichel der Klitoris gleiten kann. Durch eine zu enge Vorhaut (primäre Form) oder bei unzureichender Intimhygiene (sekundäre Form) kann sich dieses pheromonreiche Sekret ansammeln, was zur Verfestigung und zur Bildung von Smegma, einer käseartigen Masse, führen kann. Dieses wiederum kann eine Entzündung hervorrufen. Eine Klitorisadhäsion entsteht häufig, wenn nicht hereditär, auf dem Boden chronischer Entzündungen. Zu den Risikofaktoren gehören sexuelle Schmerzen in der Vorgeschichte, vaginale Pilzinfektionen, Harnwegsinfektionen, stumpfe genitale Traumata, Lichen sclerosus, ein niedriger Spiegel beim freien Testosteron und andere Störungen. Wenn das Smegma nicht ausreichend abfließt und auch nicht entfernt werden kann, kann es zu Verklebungen kommen.

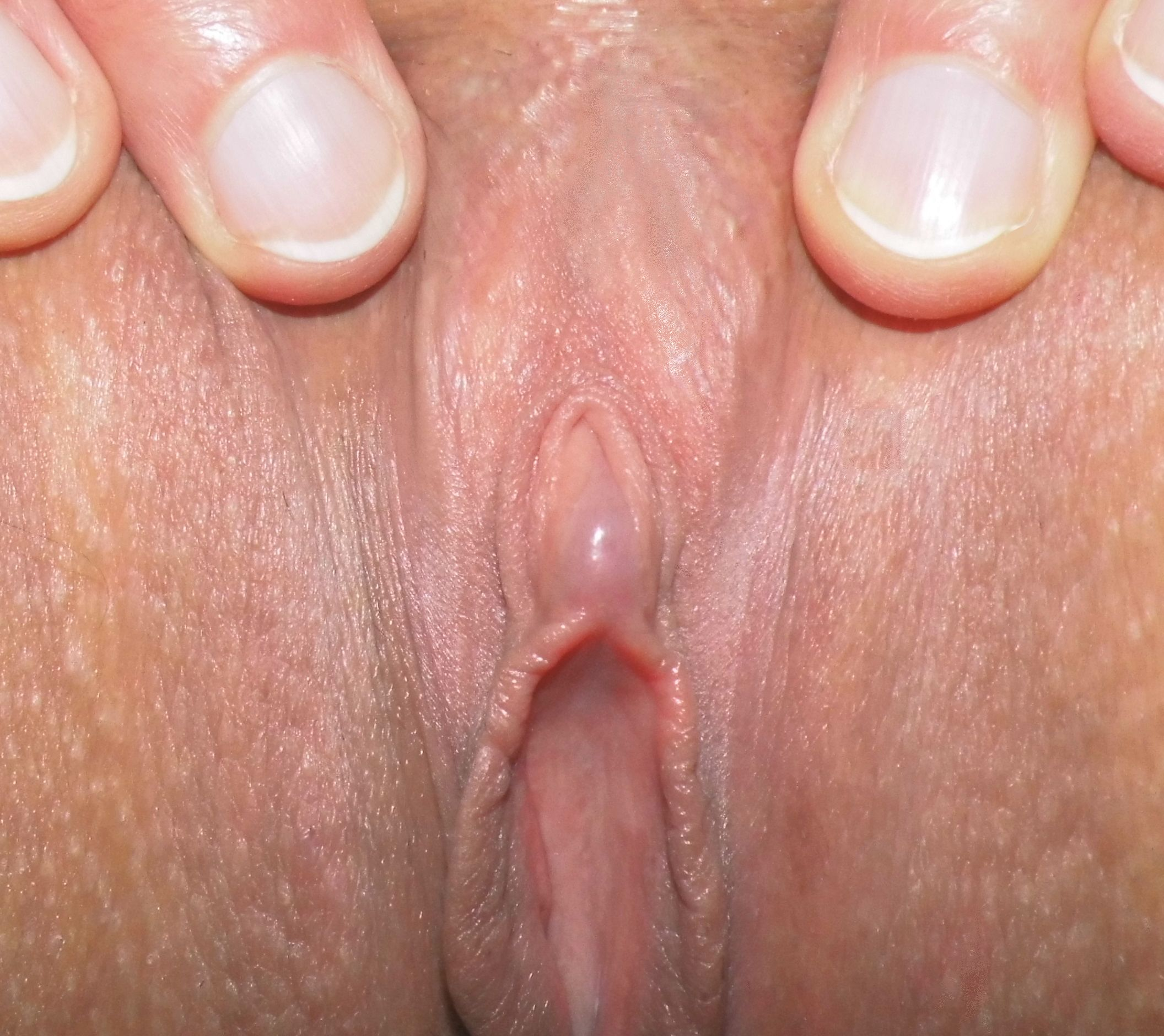
Durch starke Spreizung der oberen Vulva ist eine mittelgradige Adhäsion der Klitorisvorhaut zu erkennen.
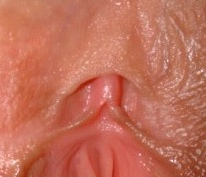
Klitoris ohne Verklebung: Die Vorhaut ist frei verschieblich, die ganze Eichel ist sichtbar. Die sich in beide kleinen Labien aufzweigenden Frenula clitoridis sind auch gut sichtbar.

## Symptome
Die Klitoriseichel kann weniger oder nicht in der Vorhaut vor- und zurückgleiten und erhält dadurch zu wenig von dieser Form der sexuellen Stimulation. Es kann zu Erektions- und dadurch auch zu Orgasmusstörungen bzw. sexuellen Dysfunktionen kommen. Beim Masturbieren und beim Geschlechtsverkehr können Schmerzen ausgelöst werden. Eine Entzündung führt zu chronischen Schmerzen. Häufig besteht ein subjektiver Leidensdruck.

## Prävention
Um eine Klitorisadhäsion zu verhindern, muss die Klitoris regelmäßig gereinigt werden. Durch regelmäßiges Zurückziehen und Ausspülen des Zwischenraums zwischen der weiblichen Vorhaut und der Glans clitoridis mit warmem Wasser (Dusche, Bidet) sind solche (sekundären) Veränderungen vermeidbar, sofern keine Vorhautverengung vorliegt. Kommt es dennoch zu dem Krankheitsbild und/oder zu physiologischen Einschränkungen, ist zu prüfen, ob die Klitorisvorhaut zu eng ist (Phimose), um einen ausreichenden Abfluss des Sekrets aus den Talgdrüsen zu gewährleisten.

## Therapie
Durch eine intensive Reinigung der Klitoris kann die Adhäsion in vielen Fällen gelöst werden. Ist dies nicht ausreichend, muss ein Gynäkologe die Verklebungen unter örtlicher Betäubung auflösen und das Smegma entfernen. Eine Klitorisphimose kann mit einem kleinen chirurgischen Eingriff erweitert werden.